# Ulrik Neumann

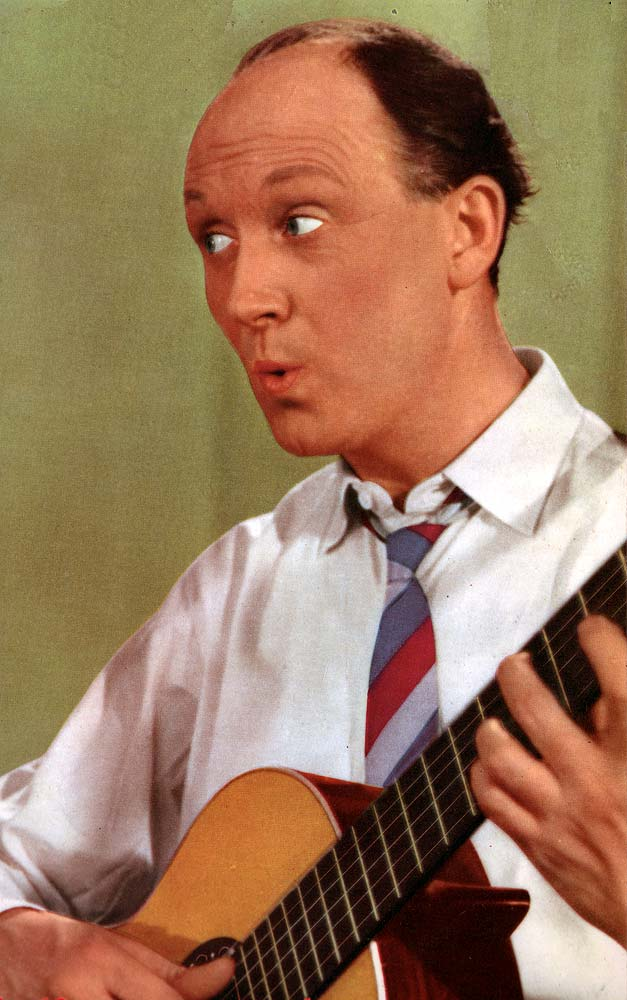
Ulrik Neumann, 1958

Hans Ulrik Neumann (* 23. Oktober 1918 in Kopenhagen; † 28. Juni 1994 in Malmö) war ein dänischer Gitarrist, Sänger, Komponist und Filmschauspieler.

## Leben
Der Gitarrist Ulrik Neumann begann seine Karriere bereits in den 1930er Jahren im Duo mit seiner Schwester, der Sängerin Gerda Neumann. Sie traten hauptsächlich in Dänemark und Norwegen auf, auch während der deutschen Besatzungszeit, in dem sie die verhängten Auftrittseinschränkungen für Musiker so weit wie möglich zu umgehen versuchten. 1946 heiratete er die schwedische Schauspielerin Stina Sorbon. Ende der 1950er Jahre wurde er Mitglied des Trios Swe-Danes, zusammen mit dem dänischen Jazzviolinisten Svend Asmussen und der schwedischen Sängerin Alice Babs. Diese Gruppe tourte erfolgreich durch Europa und die Vereinigten Staaten. Nach der Auflösung des Trios 1961 gab es weiterhin eine Zusammenarbeit mit Svend Asmussen im Duo. Darauf folgend gründete er zusammen mit seiner Tochter Ulla Neumann und seinem Sohn Mikael Neumann das Trio 3 x Neumann. Neben seiner Tätigkeit als Gitarrist nahm Ulrik Neumann eine Reihe von Schallplatten auf und spielte als Darsteller in diversen Filmen, für die er zum Teil auch die Filmmusiken schrieb. Zu einer seiner bekanntesten Kompositionen zählt das Stück Love Waltz.